# Rodeo Drive Concours d'Elegance
Pour les articles homonymes, voir Rodeo Drive et Concours d'élégance.
Le Rodeo Drive Concours d'Elegance est un prestigieux concours d'élégance annuel de voitures de collection de prestige, fondé pour la fête des Pères en 1993, sur Rodeo Drive à Beverly Hills en Californie, aux États-Unis.

## Historique
Ce concours d'élégance de prestige est inauguré le dimanche de la fête des Pères 1993, mi-juin, sur Rodeo Drive à Beverly Hills, dans le Grand Los Angeles, pour exposer une 100e de voitures de collection anciennes de prestige,, avec un prix « Best in Show », pour près de 45 000 visiteurs,,.

Quelques modèles exposés
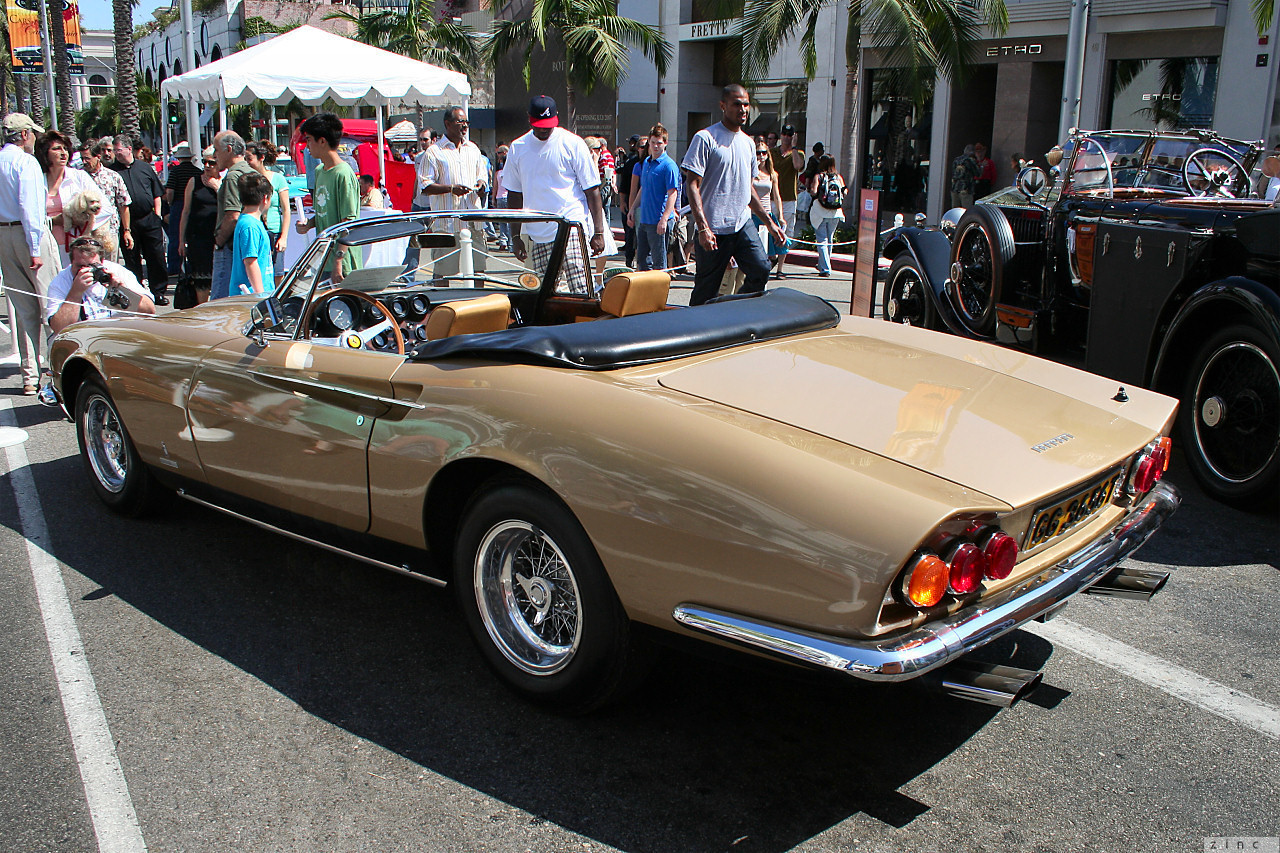
Ferrari 365 California Spyder (1966)
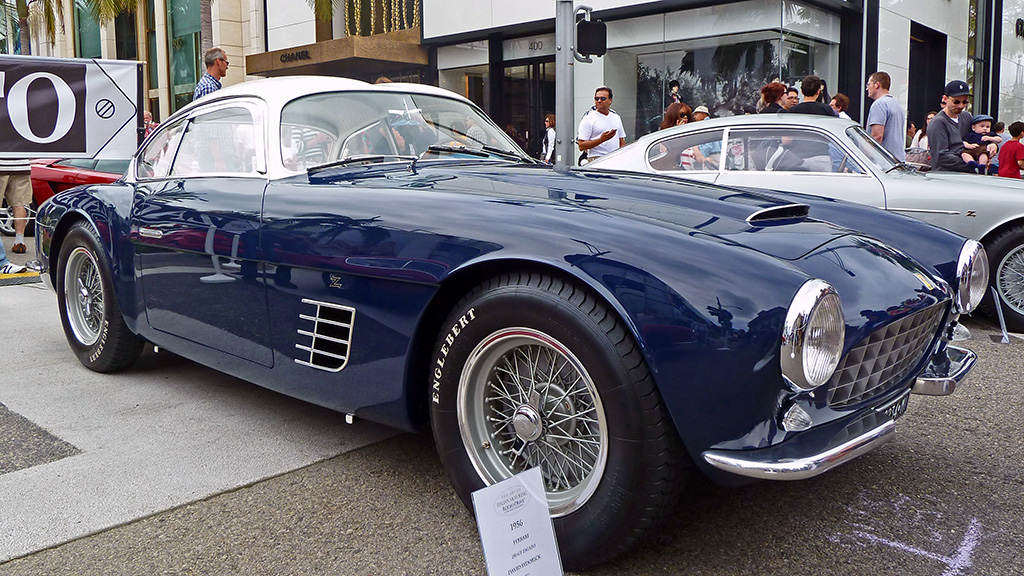
Ferrari 250 GT Berlinetta « Tour de France » Zagato (1956)

Un rallye routier-parade de voitures classiques « Rodeo Drive Road Rally » est organisé dans les rues de Beverly Hills, escorté par la police de Beverly Hills,,,.

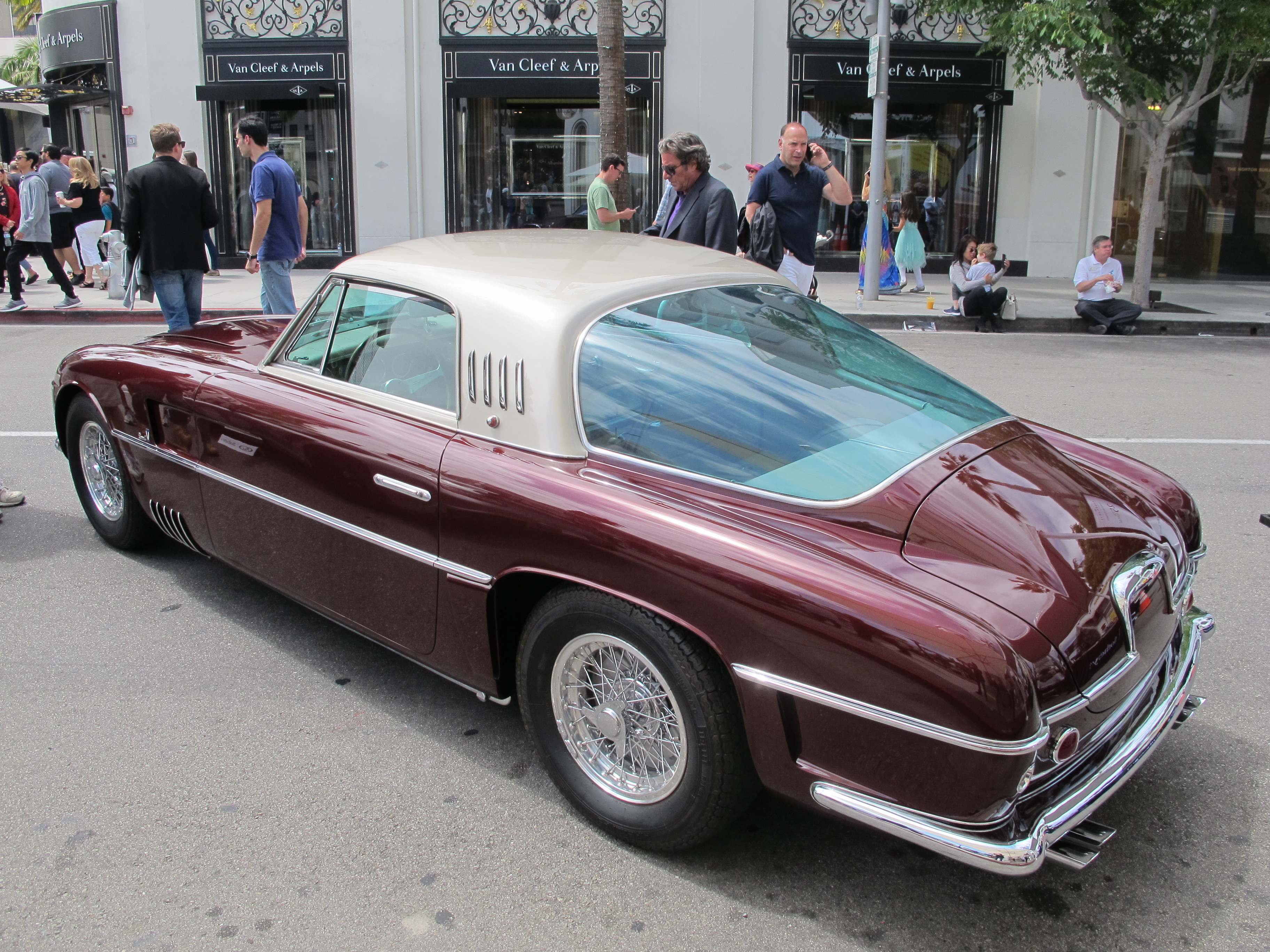
Ferrari 375 America Vignale (1953)
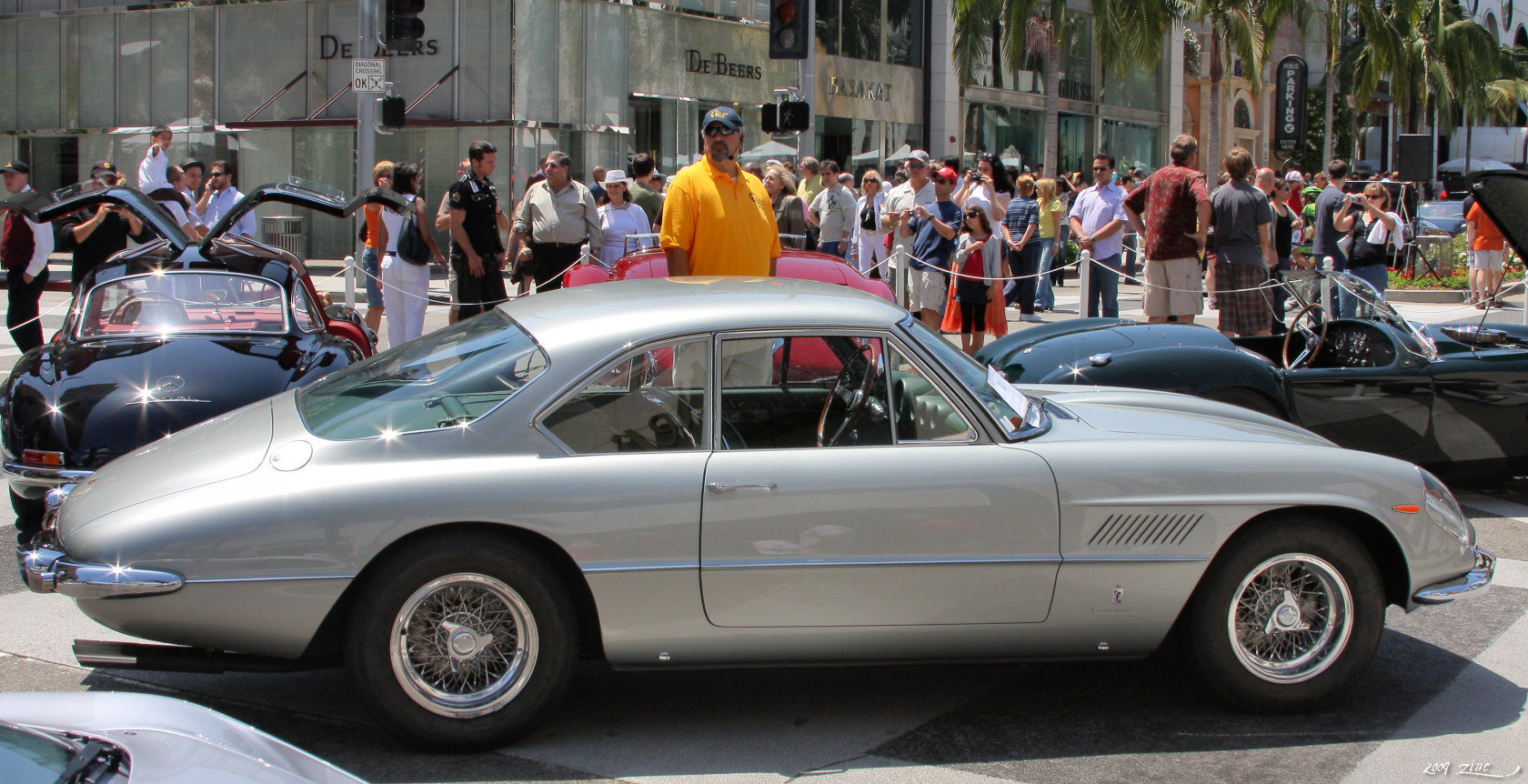
Ferrari 400 Superamerica (1962)

## Quelques autres concours d'élégance américains
- Greenwich Concours d'Elégance
- Pebble Beach Concours d'Elegance
- Las Vegas Concours d'Elegance
- Concours d'élégance d'Amelia Island
- Newport Beach Concours d'Elegance
- Monterey Car Week & Desert Classic Concours d’Elegance en Californie